# Hans Knobloch
Hans Knobloch (* 30. Mai 1940; † 2020 in Großneuhausen) war ein deutscher Fußballtorwart. Für  Motor Weimar und Zentronik bez. Robotron Sömmerda bestritt er von 1965 bis 1978 Zweitligafußball.

## Sportliche Laufbahn
Die landwirtschaftliche Betriebssportgemeinschaft Traktor Großneuhausen war Hans Knoblochs erste Station seiner Karriere im DDR-Fußball. Dort spielte er, wie auch noch später, zusammen mit seinem Bruder Rainer Knobloch.
Zur Saison 1964 schloss sich Hans Knobloch dem zweitklassigen DDR-Ligisten Motor 1948 Weimar an. Nachdem er in der Saison 1964/65 noch nicht im Liga-Aufgebot erschienen war, wurde er für 1965/66 als zweiter Torwart hinter Hans-Günther Tuszynski nominiert. Es gelang Knobloch in seinen drei aktiven Liga-Spielzeiten in Weimar nie zum Stammspieler zu werden und kam in den in diesem Zeitraum ausgetragenen 90 Punktspielen lediglich 19-mal zum Einsatz. Nach der Saison 1967/68 stieg Motor Weimar in die drittklassige Bezirksliga ab.
1971 gehörte Knobloch zum Aufgebot der BSG Motor Sömmerda (später umbenannt in BSG Zentronik), mit der er in die DDR-Liga aufstieg. Anschließend war er sieben Spielzeiten lang Torwart der BSG Motor. Nur 1973/74 war er mit 20 Einsätzen bei 22 Ligaspielen die Nummer eins im Tor, nachdem der bisherige Stammtorwart Peter Bojara seine Laufbahn beendet hatte. Danach machten ihm Hans-Joachim Linke und Rolf Rabenhold den Stammplatz streitig. In Knoblochs beiden letzten Spielzeiten 1976/77 und 1977/78 bestritt er nur noch ein bzw. zwei Ligaspiele. Insgesamt kam er innerhalb von sieben Spielzeiten zu 68 DDR-Liga-Einsätzen. Anschließend beendete Hans Knobloch seine Laufbahn als Leistungssportler.